# Coopersville
Coopersville es una ciudad ubicada en el condado de Ottawa en el estado estadounidense de Míchigan. En el Censo de 2020 tenía una población de 4828 habitantes y una densidad poblacional de 387,51 personas por km².

## Geografía
Coopersville se encuentra ubicada en las coordenadas 43°3′56″N 85°56′2″O / 43.06556, -85.93389. Según la Oficina del Censo de los Estados Unidos, Coopersville tiene una superficie total de 12.47 km², de la cual 12.46 km² corresponden a tierra firme y (0.08%) 0.01 km² es agua.

## Demografía
Según el censo de 2010, había 4275 personas residiendo en Coopersville. La densidad de población era de 342,87 hab./km². De los 4275 habitantes, Coopersville estaba compuesto por el 95.49% blancos, el 0.51% eran afroamericanos, el 0.63% eran amerindios, el 0.68% eran asiáticos, el 0.05% eran isleños del Pacífico, el 1.03% eran de otras razas y el 1.61% pertenecían a dos o más razas. Del total de la población el 3.72% eran hispanos o latinos de cualquier raza.